# Reporter ohne Grenzen
Reporter ohne Grenzen (ROG; französisch Reporters sans frontières, RSF) ist eine international tätige Nichtregierungsorganisation und setzt sich weltweit für die Pressefreiheit und gegen Zensur ein. Unter Berufung auf Artikel 19 der Allgemeinen Erklärung der Menschenrechte (Recht auf Meinungsfreiheit und freie Meinungsäußerung) engagiert sich die Organisation unter anderem für aus politischen Gründen inhaftierte Journalisten.

## Geschichte
Die Organisation wurde im Jahr 1985 in Montpellier von vier französischen Journalisten gegründet. Einer von ihnen war Robert Ménard, der die Organisation leitete, bis Jean-François Julliard im September 2008 das Amt des Generalsekretärs von ihm übernahm. Nachdem im Mai 2013 bekannt wurde, dass Ménard als Kandidat bei den Kommunalwahlen im März 2014 im südfranzösischen Béziers nach einem Treffen mit Marine Le Pen die Unterstützung der rechtsextremen Partei Front National erhalten sollte, distanzierten sich sowohl der internationale Dachverband von Reporter ohne Grenzen in Paris als auch beispielsweise die Sektionen in Deutschland, Österreich und der Schweiz öffentlich von dem fünf Jahre zuvor ausgeschiedenen langjährigen Leiter der Organisation.
Anfang März 2021 erstattete Reporter ohne Grenzen im Kontext der Ermordung von Jamal Khashoggi beim Bundesgerichtshof Anzeige gegen Mohammed bin Salman wegen Verbrechen gegen die Menschlichkeit.
Reporter ohne Grenzen kündigte im November 2023 eine digitale Nachrichtenplattform namens Swoboda (russisch, übersetzt: Freiheit) für die russische Bevölkerung an, um dieser Nachrichten von unabhängigen russischen Exil- und internationalen Medien zugänglich zu machen. Ein Satellitennetzwerk von Eutelsat übernimmt die Ausstrahlung von Swoboda. Laut Tweet von Reporter ohne Grenzen (ROG), berichtet von ORF.at, startete ROG am 5. März 2024 mehrere Satellitenrundfunkprogramme auf Russisch für Russland, Belarus, die besetzten Gebiete der Ukraine und das Baltikum.

## Organisation und Finanzierung

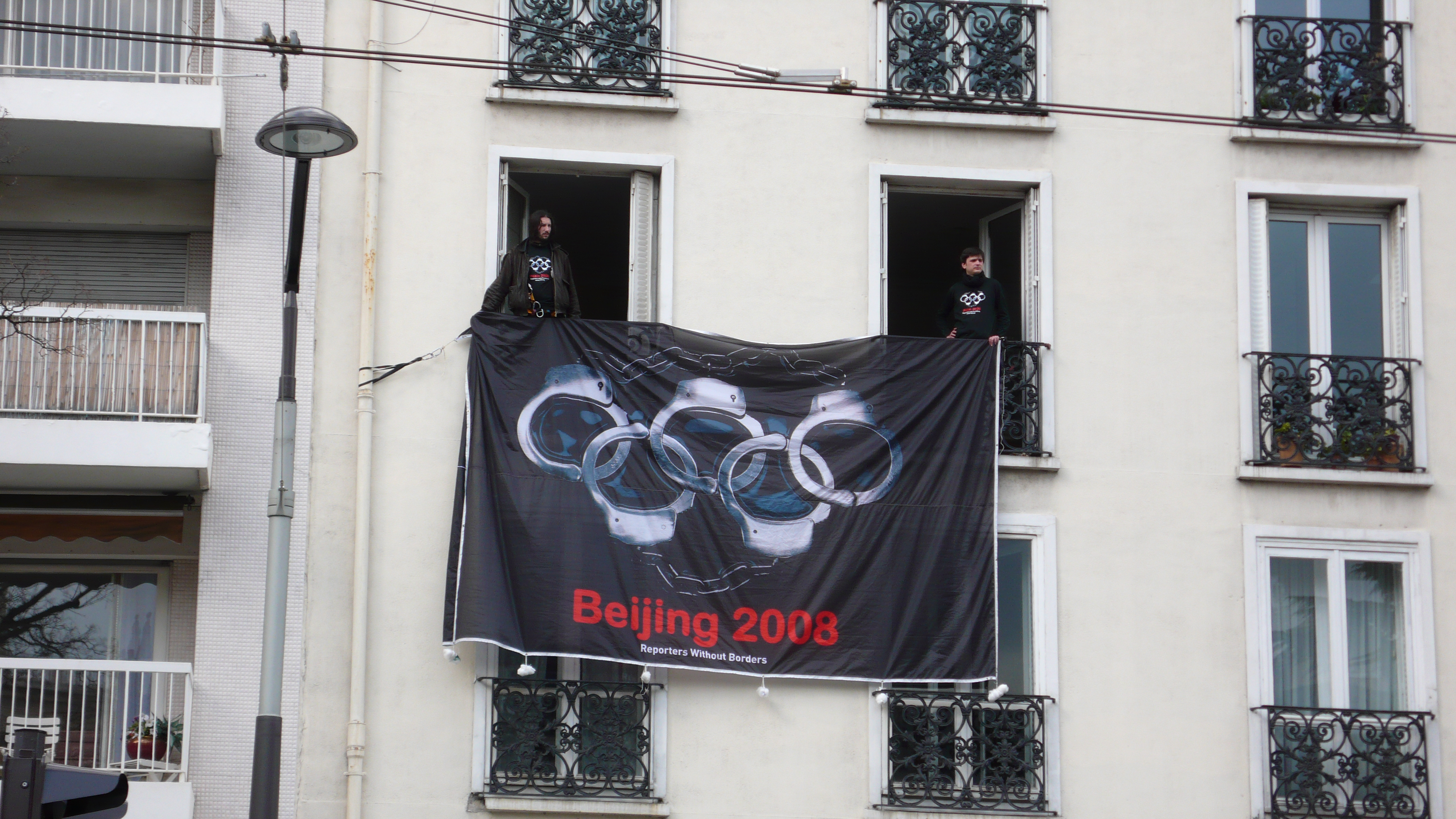
Paris « Beijing 2008 »

ROG verfügt über ein internationales Sekretariat in Paris, neun europäische Ländersektionen und fünf Länderbüros in Nordamerika und Asien. Darüber hinaus arbeiten ROG mit 130 Korrespondenten auf allen Kontinenten sowie 14 regierungsunabhängigen Partnerorganisationen zusammen.
Mitglied kann auch werden, wer kein Reporter oder Journalist ist. Der Name wurde in Anlehnung an die Organisation Ärzte ohne Grenzen gewählt, die ebenfalls weltweit tätig ist.
Die Organisation verfügt über ein jährliches Budget von rund 12,6 Millionen Euro (Stand 2023) und gibt die Zusammensetzung ihrer Einkünfte im Jahre 2023 folgendermaßen an:
- 10 Prozent kamen aus selbstgenerierten Quellen wie den Erlösen dreier Bildbände.
- 22 Prozent des Haushaltes stammten von Stiftungen.
- 54 Prozent stammten aus öffentlichen Institutionen, darunter das Französische Außenministerium (MEAE) und die Französische Entwicklungsagentur.
- Aus Mitgliedsbeiträgen und Spenden kamen 11 Prozent.
- Die sonstigen Einnahmen betrugen 3 Prozent.[13]

Nach Recherchen der Zeitung junge Welt wurde ROG in der Vergangenheit u. a. von dem US-Multimilliardär George Soros finanziert sowie vom National Endowment for Democracy. Im Jahr 2003 stammte das Jahresbudget zu rund 10 Prozent vom französischen Staat und zu weiteren 15 Prozent von der EU.
Zu den Finanziers zählten in der Vergangenheit auch der Rüstungsindustrielle und Medienzar Frankreichs Serge Dassault, der Medienkonzern Vivendi und der Milliardär François Pinault. Die Öffentlichkeitsarbeit, die ROG für ihre politischen Ziele betreibt, verdankt sie den unentgeltlichen Diensten der bekannten New Yorker Werbeagentur Saatchi & Saatchi, einer Werbeagentur mit 134 Filialen in 84 Ländern, deren Team alle Kommunikationskampagnen der Reporter ohne Grenzen entwickelt und realisiert.

### Deutsche Sektion
Die deutsche Sektion ist ein eigenständiger eingetragener Verein mit Sitz in Berlin. Er ist seit 1994 tätig und finanziert sich überwiegend über Spenden, welche fast 40 Prozent der Gesamteinnahmen des Vereins ausmachen. Außerdem tragen Mitgliedsbeiträge, Zuschüsse/Drittmittel und Erlöse aus den jährlich publizierten Bildbänden Fotos für die Pressefreiheit zu den Einnahmen des Vereins bei. Im Jahr 2013 konnte die deutsche Sektion Erlöse in Höhe von rund 611.000 Euro verzeichnen, was dem höchsten Einnahmenstand der Vereinsgeschichte entspricht. Seit Juni 2013 ist Reporter ohne Grenzen e. V. Träger des Spendensiegels des Deutschen Zentralinstituts für soziale Fragen (DZI), welches die satzungsgemäße und wirksame Mittelverwendung des Vereins zertifiziert.
Der ehrenamtlich tätige Vorstand besteht aus Katja Gloger, Michael Rediske (beide geschäftsführende Vorstände), Martin Kaul, Gemma Pörzgen und Matthias Spielkamp. Dem beratenden Kuratorium gehören an: Thomas Bellut, Klaus Brinkbäumer, Wolfgang Büchner, Peter-Matthias Gaede, Giovanni di Lorenzo, Hans-Jürgen Jakobs, Lorenz Maroldt, Georg Mascolo, Bascha Mika, Jan-Eric Peters, Andreas Petzold, Heribert Prantl, Jörg Quoos, Patricia Schlesinger und Karola Wille (Stand: Februar 2017). DW-Intendant Peter Limbourg verließ das Kuratorium wegen eines Streits um den China-Kurs der Deutschen Welle. Er kam damit einer Aufforderung von Reporter ohne Grenzen nach.
Anstoß für die Gründung der deutschen Sektion war die Ermordung des Journalisten Egon Scotland im Kroatienkrieg 1991. Die formale Gründung erfolgte in Anwesenheit von 40 Journalisten am 18. Juni 1994 in Berlin. Den ersten Vorstand bildeten Rediske, Pörzgen und Andreas Artmann. In der Anfangszeit gewährte die Berliner Tageszeitung (taz) den ehrenamtlichen Mitarbeitern Arbeitsmöglichkeiten in den eigenen Redaktionsräumen. 1995 eröffnete ROG in Berlin eine professionelle Geschäftsstelle, inzwischen hatten sich in verschiedenen Städten bereits erste Regionalgruppen konstituiert. Am 25. September 2014 beging die Deutsche Sektion in der Akademie der Künste in Berlin den 20. Jahrestag ihrer Gründung mit Informationen über die Arbeit der Organisation. Die Festrede hielt der Journalist Thomas Roth.
Reporter ohne Grenzen arbeitet im Bündnis F5 mit AlgorithmWatch, der Open Knowledge Foundation Deutschland, Wikimedia Deutschland und der Gesellschaft für Freiheitsrechte zusammen.

#### Fotoband Fotos für die Pressefreiheit
Seit 1994 veröffentlicht die deutsche Sektion von Reporter ohne Grenzen jährlich zum Internationalen Tag der Pressefreiheit den Fotoband „Fotos für die Pressefreiheit“. Die Fotobände dokumentieren jeweils Ereignisse des vorangegangenen Jahres in Bildern und Essays. In einem Faktenteil wird der Fokus auf verschiedene Länder gelegt, in denen in diesem Jahr die Pressefreiheit besonders unter Beobachtung stand. Außerdem werden im Fotoband Bilderserien bekannter Fotografen gezeigt. In dazugehörigen Essays werden die Geschichten zur Entstehung der Bilder oder Berichte und die in den Bildern dargestellten Ereignisse beschrieben. Die im Buch veröffentlichten Bilder werden von den Fotografen kostenlos zur Verfügung gestellt. 2010 erhielt das Fotoband einen kress Award für den besten Relaunch des Jahres. Im Jahr 2014 wurde das Fotobuch von der Jury des Deutschen Fotobuchpreis mit dem Prädikat „Nominiert 2015“ ausgezeichnet. Die Einnahmen aus dem Verkauf des Fotobandes machen rund 19 Prozent der Gesamteinnahmen des Vereins aus.

#### Media Ownership Monitor
Der Media Ownership Monitor – kurz MOM – ist ein Projekt der deutschen Sektion von Reporter ohne Grenzen, das seit 2015 mit Unterstützung des Bundesministeriums für wirtschaftliche Zusammenarbeit und Entwicklung (BMZ) weltweit durchgeführt wird. In ausgewählten Ländern entsteht so ein öffentlich zugänglicher Überblick, wem die Massenmedien in den Gattungen TV, Radio, Print und Online gehören und welche wirtschaftlichen und politischen Interessen dahinter stehen. Die Datenerhebung und -auswertung geschieht mit einer standardisierten Methodik, die sich an dem EU-finanzierten MPM (‘Media Pluralism Monitor’) des European University Institutes in Florenz orientiert. Im Ergebnis entsteht so eine online-Datenbank in Englisch und in der jeweiligen Landessprache, die vor allem die Medienkompetenz der Bevölkerung fördern soll. Außerdem kann Transparenz in diesem Sektor dazu dienen, Medienkonzentration und damit einhergehende Gefahren für die Meinungsvielfalt und -freiheit aufzudecken. MOM wird zusammen mit lokalen Partnerorganisationen veröffentlicht und ist bislang in Kambodscha, Kolumbien, Albanien, Peru, Tunesien, den Philippinen, der Türkei, der Ukraine, der Mongolei, Serbien, Marokko, Brasilien, Ghana und Mexiko durchgeführt worden.

### Österreichische Sektion
ROG Österreich ist ein gemeinnütziger Verein mit Sitz in Wien, der im Jahr 1998 gegründet wurde und rund 230 Mitglieder hat. Präsidentin war bis zu ihrem Tod im März 2022 Rubina Möhring. Zu ihrem Nachfolger wurde im April 2022 Fritz Hausjell gewählt, der im Zuge seiner Amtsführung in diverse Skandale rund um parteipolitische Nähe und Malversationen verwickelt war (siehe Fritz Hausjell#Kritik).
Seit 2002 verleiht ROG Österreich einen Press Freedom Award mit dem Schwerpunkt der Auszeichnung von ost- und südosteuropäischen Journalisten. Der Preis ist mit 8000 Euro dotiert. Die österreichische UNESCO-Kommission hat den Ehrenschutz über die Verleihungen.
Mitglieder der internationalen Jury sind:
- Freimut Duve, ehem. Beauftragter für Medienfreiheit der OSZE
- Dunja Mijatović, Beauftragte für Medienfreiheit der OSZE
- Eva Nowotny, Präsidentin der österreichischen UNESCO-Kommission
- Albert Rohan, früherer Generalsekretär des österreichischen Außenministeriums
- Wolfgang Petritsch, österreichischer Botschafter bei der OECD in Paris

Preisträger waren bisher:
- 2002 – Petr Uhl, Tschechien
- 2003 – Željko Peratović, Kroatien – Milorad Vesić, Serbien – Jelena Bjelica, Serbien
- 2004 – Alina Anghel, Republik Moldau – Andriy Shevchenko, Ukraine – Anca Paduraru, Rumänien
- 2005 – Makarios Drousiotis und Sevgül Uludag, Zypern – Demet Bilge Ergün, Türkei
- 2006 – Svetlana Lukić und Svetlana Vuković, Serbien -Migjen Kelmendi, Kosovo
- 2008 – Svetlana Batalova und Kristina Koleva-Tuntcheva, Bulgarien – Ovidiu-Mihai Vanghele Rumänien
- 2009 – Eynulla Fatullayev und Ganimat Zahidov, Aserbaidschan
- 2010 – Olga Bobrova und Michail Beketow, Russland[34]
- 2011 – Rényi Pál Dániel und Maria Vásárhelyi, Ungarn
- 2012 – Emanuela Zuccalá und Alessia Cerantola, Italien[35]
- 2013 – Kommunikations- und Nachrichtenplattform Bianet, Türkei[36]

### Schweizer Sektion
Die Schweizer Sektion wurde 1990 gegründet und hat ihren Sitz in Genf.

## Press Freedom Index

Press Freedom Index 2025
Gute Lage
Zufriedenstellende Lage
Erkennbare Probleme
Schwierige Lage
Sehr ernste Lage

Am Internationalen Tag der Pressefreiheit gibt ROG jährlich den Press Freedom Index, eine Rangliste zur Medienfreiheit in 180 Ländern bzw. Gebieten, heraus (Stand 2021). Er wurde erstmals 2002 veröffentlicht.

### Methodik
Der Index wird auf der Grundlage zweier verschiedener Kriterien erstellt. Zum einen auf Grund eines Fragebogens mit 87 Fragen, der von den ROG-Partnerorganisationen, ROG-Korrespondenten sowie Journalisten, Forschern, Juristen und Menschenrechtsaktivisten auf der ganzen Welt beantwortet wird. Gefragt wird unter anderem nach Medienvielfalt, Medienrechtlichen Strafen, Staatsmonopolen, der Existenz von Regulierungseinrichtungen, dem Maß der Unabhängigkeit staatlicher Medien, Selbstzensur, Recherchefreiheit, finanziellem Druck, Hindernissen für den freien Informationsfluss im Internet und Verschiedenem mehr.
Von ROG nach festgelegten Kriterien selbst ermittelt werden Informationen zu Zahl und Umfang von
gewalttätigen Übergriffen, Morden oder Verhaftungen, die Zahl entführter Journalisten, die Anzahl zensierter Medien und die Zahl von Journalisten, die ins Exil geflohen sind, aber auch nach indirektem Druck auf die Berichterstattung der Medien wird geforscht.
Beide Kriterien, die Antworten auf die Fragen und die Rechercheergebnisse von ROG werden jeweils nach bestimmten Kriterien mit Punkten gewichtet, wobei null Punkte das bestmögliche und hundert Punkte das schlechteste Ergebnis darstellen. Die höhere, also die schlechtere der beiden auf diese Art gewonnenen Punktzahlen eines jeden Landes wird nunmehr in aufsteigender Höhe in die Rangliste sortiert. ROG begründet diese Vorgehensweise so:

„Die Punktzahl für Übergriffe kann den Rang eines Landes folglich nur verschlechtern, aber nicht verbessern. Umgekehrt ausgedrückt: Ein Land verbessert sich nicht in der Rangliste, wenn es seine Medien durch repressive Gesetze und andere Maßnahmen so stark einschränkt, dass es die Berichterstattung auch ohne die Anwendung von Gewalt oder Haftstrafen gegen Journalisten weitestgehend kontrollieren kann.“

ROG weist darauf hin, dass der Index nur den Grad der Pressefreiheit, nicht aber die Qualität des Journalismus in den einzelnen Ländern misst. Der Index beurteilt auch den Druck von regierungsunabhängigen Organisationen wie beispielsweise der ETA in Spanien oder Drohungen und gewalttätige Übergriffe bei Demonstrationen und Kundgebungen gegen Journalisten durch politisch motivierte Gruppierungen wie zum Beispiel Pegida, AfD und Rechtsextremisten in Deutschland. Zudem handle es sich laut ROG bei dem Index „nicht um eine repräsentative Umfrage nach wissenschaftlichen Kriterien“.

### Ergebnisse
Der Press Freedom Index hat immer wieder festgestellt, dass Journalisten in den Ländern Finnland, Dänemark, Neuseeland, den Niederlanden, Norwegen, Schweden und der Schweiz die größten Freiheiten genießen. In China, Eritrea, Nordkorea, Turkmenistan und Syrien dagegen unterliegen Journalisten und deren Arbeit am stärksten der staatlichen Zensur und Dirigierung, und sie bezahlen ihren Einsatz nicht selten mit Gefängnisaufenthalten, Verschwindenlassen, Folter oder Tod.
Norwegen lag 2017 auf Platz 1, welcher zuvor von Finnland seit 2009 bis 2016 ununterbrochen gehalten wurde. Die Schweiz, welche sich 2016 deutlich um 13 Stellen auf Platz 7 verbessert hatte, behielt diesen Platz auch 2017. Österreich verlor 2016 4 Stellen auf den 11. Platz, welchen es auch 2017 einnahm. Deutschland hatte 2016 ebenfalls 4 Stellen auf den 16. Platz verloren und belegte diesen auch 2017 wieder. Die USA, die sich 2016 um 8 Stellen auf den 41. Platz verbesserten, fielen wieder um zwei Ränge auf den 43. Platz zurück. Den jeweils vordersten Platz belegt für Afrika: Namibia mit Platz 17 (±0), für Asien: Taiwan mit Platz 51 (±0) und für Süd- und Zentralamerika: Costa Rica mit Platz 6 (+10)
2022 verschlechterte sich Österreich im Pressefreiheits-Index um 14 Plätze von Rang 17 auf 31. Als Gründe wurden Angriffe auf Journalisten bei Coronademos, Schikanen seitens der Polizei, bezahlte Umfragen in Boulevardmedien und eine Politik, die durch Korruption und Bestechung geprägt sei, genannt.

### Deutschland im Press Freedom Index
In der im Oktober 2006 veröffentlichten Studie zur weltweiten Situation der Pressefreiheit durch die Organisation fiel Deutschland gegenüber dem im Vorjahr erreichten Platz 18 unter 166 untersuchten Staaten auf Rang 23 ab. Die Platzierung Deutschlands war vor allem das Ergebnis des Eingeständnisses des BNDs, Journalisten über Jahre hinweg illegal überwacht zu haben. Aber auch Redaktions- und Hausdurchsuchungen, das inzwischen eingestellte Verfahren wegen Beihilfe zum Geheimnisverrat gegen zwei Journalisten und Morddrohungen gegen einen Karikaturisten des Tagesspiegels sowie der zum Teil immer noch erschwerte Zugang zu Daten trugen damals dazu bei.
In den folgenden Jahren konnte sich Deutschland wieder verbessern und lag im Bericht von 2015 an 12. Stelle der 180 untersuchten Staaten. 2016 fiel Deutschland jedoch um vier Stellen auf den 16. Platz zurück. Ursache war die massive Zunahme an Bedrohungen und gewalttätigen Übergriffen gegen Journalisten am Rande zahlreicher Demonstrationen und Kundgebungen von Pegida, AfD und Rechtsextremisten. So zählte ROG 2015 alleine 39 gewalttätige Übergriffe gegen Journalisten.
Nach einer kurzen Phase der Erholung verschlechterte sich die Situation der Pressefreiheit wieder. Im Jahr 2020 verzeichnete Reporter ohne Grenzen „eine noch nie dagewesene Dimension“ der Gewalt gegen Medienschaffende mit mindestens 65 Übergriffen, vor allem am Rand der Proteste gegen Schutzmaßnahmen zur COVID-19-Pandemie in Deutschland. Im Press Freedom Index 2021 wurde Deutschland um zwei Plätze von 11 auf 13 zurückgestuft und damit von der Kategorie gut auf zufriedenstellend. Die Organisation begründete das auch mit Plänen der Bundesregierung zu neuen Möglichkeiten der Überwachung von Journalisten, u. a. durch sogenannte Staatstrojaner.
| Rangliste des Jahres | 2005       | 2006       | 2007       | 2008       | 2009       | 2010       | 2011/12     | 2013        | 2014        | 2015        | 2016        | 2017        | 2018        | 2019        | 2020        | 2021        | 2022        | 2023        | 2024        |
| -------------------- | ---------- | ---------- | ---------- | ---------- | ---------- | ---------- | ----------- | ----------- | ----------- | ----------- | ----------- | ----------- | ----------- | ----------- | ----------- | ----------- | ----------- | ----------- | ----------- |
| Punkte (Platzierung) | 4,00 (18.) | 5,50 (23.) | 5,75 (20.) | 4,50 (20.) | 3,50 (18.) | 4,25 (17.) | −3,00 (16.) | 89,76 (17.) | 89,77 (14.) | 88,53 (12.) | 85,20 (16.) | 85,03 (16.) | 85,61 (15.) | 85,40 (13.) | 87,84 (11.) | 84,76 (13.) | 82,04 (16.) | 81,91 (21.) | 83,84 (10.) |

## Engagement für verfolgte Journalisten

### Weltweit
Laut ROG wurden 2005 während und/oder wegen ihrer Arbeit 63 Journalisten sowie fünf Medienmitarbeiter ermordet. 807 Journalisten wurden in diesem Jahr inhaftiert, und am 1. Januar 2006 saßen laut Angaben von ROG 126 Journalisten und 70 Internetdissidenten hinter Gittern. Registriert hat die Organisation zudem 1307 Attacken oder Bedrohungen gegen Journalisten und 1006 Fälle von Zensur. Der am längsten im Gefängnis sitzende Journalist ist laut ROG der Libyer Abdullah Ali al-Sanussi al-Darrat, welcher seit 1973 inhaftiert ist.
Nach einer am 31. Dezember 2006 herausgegebenen Bilanz der Hilfsorganisation Reporter ohne Grenzen war das Jahr 2006 insgesamt eines der gefährlichsten Jahre für Journalisten seit Beginn ihrer Erhebung: In 21 Ländern wurden 81 Medienvertreter in Ausübung ihres Berufes getötet. Außerdem wurden 56 Reporter Opfer von Entführungen, in erster Linie im Irak und im Gazastreifen. Darüber hinaus kamen 32 Mitarbeiter von Medienvertretern (Fahrer, Übersetzer und Techniker) bei ihrer unterstützenden Arbeit ums Leben. Dabei war der Irak erwartungsgemäß zum vierten Mal hintereinander das gefährlichste Land für Journalisten mit 64 Opfern, gefolgt von Mexiko mit neun und den Philippinen mit sechs Toten.
In ihrem Jahresreport 2007 berichtete die Organisation, dass 2007 weltweit 86 Journalisten bei der Ausübung ihres Berufs getötet worden. Die meisten Medienvertreter (47) ließen ihr Leben im Irak. Außerdem wurden nach Informationen der ROG 877 Journalisten verhaftet, mehr als 1500 wurden von Polizei und Sicherheitskräften angegriffen. Laut Jahresbericht 2012 von ROG starben in diesem Jahr weltweit 88 Journalisten und 47 Blogger, die in Krisengebieten recherchierten. Im Vorjahr war die Zahl der getöteten Journalisten um ein Drittel niedriger. Größten Anteil hatten die Länder Syrien, Pakistan und Somalia.
ROG forderte 2015 einen UNO-Sonderbeauftragten für den Schutz von Journalisten. Er solle die Mitgliedsstaaten zur Einhaltung ihrer völkerrechtlichen Pflichten anhalten und als „Frühwarnstelle“ für akute Gefahren dienen.
Im Januar 2021 hat der Europäische Gerichtshof für Menschenrechte eine Beschwerde von Reporter ohne Grenzen gegen den Bundesnachrichtendienst angenommen. Die Beschwerdeführer werfen dem deutschen Auslandsgeheimdienst BND vor, Korrespondenzen zwischen ROG-Mitarbeitern in Deutschland und Journalisten und Aktivisten im Ausland überwacht zu haben. Damit habe der BND gegen den Schutz der Privatsphäre und der Freiheit der Meinungsäußerung verstoßen, wie sie in der Europäischen Menschenrechtskonvention verankert sind.

### Israel
Im Rahmen des Kriegs in Israel und Gaza wies Reporter ohne Grenzen auf häufige Übergriffe und Waffengewalt der israelischen Armee gegen Journalisten in den Palästinensergebieten hin und reichte diesbezüglich Klagen beim Internationalen Strafgerichtshof ein. In den ersten sieben Monaten des Kriegs seien mehr als 100 Journalisten getötet worden, berichtete die Organisation. Israel sank in der 2024 von Reporter ohne Grenzen veröffentlichen Rangliste der Pressefreiheit auf den 101. Platz, die von Israel besetzten palästinensischen Gebiete auf Platz 156. Beim Thema Sicherheit für Medienvertreter lagen beide nahezu am Ende der Rangliste.

### China
Die Vereinigung kritisiert in einem Bericht die massiven Internet-Sperren und die selektive Zugänglichkeit von Information über das Internet in China. Betroffen seien insbesondere Informationsangebote von Yahoo, Microsoft, Ebay und Google, deren Management sich aus wirtschaftlichen Interessen der staatlichen Zensur anpasse; aber auch Personen wie Hu Jia, die sich für Informationsfreiheit im eigenen Land einsetzen.

## Menschenrechtspreis
Am Tag der Menschenrechte zeichnet ROG seit 1992 kritische Reporter mit einem Menschenrechtspreis aus. 2002 ging er an Grigori Pasko, 2004 an den marokkanischen Karikaturisten und Journalisten Ali Lmrabet, an Michèle Montas aus Haiti und die afrikanische Tageszeitung Daily News. 2005 ging der Preis an Massoud Hamid aus Syrien, an Zhào Yán aus China, an Tolo TV, einen unabhängigen Fernsehsender in Afghanistan und an die Nationale Union der somalischen Journalisten. Im Jahr 2006 wurden der Journalist Win Tin aus Myanmar, die russische Zeitung Nowaja gaseta, die kongolesische Journalistenorganisation Journaliste en danger (JED) sowie der Cyberdissident Guillermo Fariñas aus Kuba für ihren Einsatz für Meinungs- und Pressefreiheit ausgezeichnet. 2008 waren die Preisträger Ricardo González Alfonso aus Kuba sowie die beiden Blogger Zarganar und Nay Phone Latt aus Myanmar. Seit einigen Jahren verleiht ROG auch einen eigenen Weblog-Award bei The BOBs. Bei der Verleihung am 7. Dezember 2011 in Paris wurden der syrische Karikaturist Ali Fersat und die Wochenzeitung Weekly Eleven News aus Myanmar ausgezeichnet.

## Kritik
- Die Tötung von 16 Mitarbeitern der jugoslawischen Fernsehstation RTS durch einen NATO-Luftangriff auf die Station im April 1999 wurde in keinem Jahresbericht der Organisation kritisiert.[17]
- 2003 wurde die methodische Vorgehensweise der Organisation in der Journalismus-Fachzeitschrift Message kritisiert: lediglich drei Experten würden pro Land mit dem Ausfüllen des Fragebogens, der das einzige Instrument für die Indexbildung darstellte, beauftragt. Auch die Unabhängigkeit dieser Experten wäre nicht immer zweifelsfrei gegeben.[56]
- 2003 wurde Reporter ohne Grenzen für ein Jahr die Beraterfunktion der UN-Menschenrechtskommission entzogen. Der Wirtschafts- und Sozialrat der Vereinten Nationen schloss sich einer Initiative Kubas an, weil ROG die Übernahme der Präsidentschaft der UN-Menschenrechtskommission durch das damals autoritär regierte Libyen heftig kritisiert hatte. Mehrere westliche Länder distanzierten sich von dem umstrittenen Votum.[57]
- Volker Bräutigam wirft ROG eine selektive Berichterstattung der Diskriminierung von Journalisten vor. Die Auswahl der Länder würde sich an der Schwarzen Liste des amerikanischen Außenministeriums orientieren, jedoch jegliche Berichterstattung bezüglich gegen Journalisten gerichtete Aktivitäten in mit den USA verbündeten Ländern oder den USA selbst möglichst vermeiden.[58]
- Die Staatsführung Kubas reagierte auf kritische Berichte von ROG oft mit Diffamierung der Organisation und ihres Gründers: In der internationalen Ausgabe von Granma, dem offiziellen Organ des Zentralkomitees der Kommunistischen Partei Kubas, ließ sie beispielsweise 2006 die These verbreiten (nachdem die ROG-nahe Agentur Saatchi & Saatchi begonnen hatte, die US-Regierung von George W. Bush in deren „Krieg gegen den Terror“ zu beraten), ROG sei „praktisch dafür geschaffen“ worden, „Kuba anzugreifen“. Die regierungsunabhängig auf der Insel tätigen Journalisten, auf die sich ROG berufe, seien „von der CIA gelenkt“, Robert Ménard habe Verbindungen zu der „faschistischen CIA-Schöpfung“ eines von George W. Bush vorgeschlagenen internationalen Freiheitsfonds und sei Teil einer „Söldner-Streitmacht“, die fast 50 Jahre mit dem alleinigen Ziel verbracht habe, „Kuba zu annektieren“.[59]
- Die Nichtverlängerung der terrestrischen Sendelizenz des Privatsenders RCTV seitens der venezolanischen Telekommunikationsbehörde CONATEL im Jahr 2007 beantwortete Reporter ohne Grenzen in ihrem Missionsbericht („Mission Report“) vom 5. Juni 2007[60] mit der Diffamierung der Maßnahme als „Schließung des Senders“, obwohl die Möglichkeit, das Programm weiterhin per Kabel, Satellit und Internet zu verbreiten, davon nicht betroffen war. Auch behauptete ROG, dass die Entscheidung der venezolanischen Telekommunikationsbehörde sich außerhalb aller rechtlichen Grundlagen befunden hätte, obwohl sie juristisch durch die Verfassung des Landes und das Telekommunikationsgesetz legitimiert war.[14] In einer Analyse des ROG-Berichts im Fernsehsender teleSUR unter dem Titel «La consolidación de una mentira mediática a través de 39 embustes» (deutsch: „Die Verankerung einer Medienlüge durch 39 Schwindeleien“) wurde dem Bericht in 39 Punkten unwahre Berichterstattung vorgeworfen. Insgesamt wurde der Bericht als einseitig und ohne das Minimum an journalistischer Ethik beschrieben.[61]
Die Menschenrechtsorganisation Human Rights Watch hatte die Nichtverlängerung der Sendelizenz als politisch motiviert und als einen Rückschlag für die Meinungsfreiheit kritisiert.[62] Amnesty International äußerte sich ähnlich.[63] Nachdem die terrestrische Sendelizenz von RCTV seitens der venezolanischen Telekommunikationsbehörde CONATEL nicht verlängert worden war, verzichtete der Privatsender vorläufig ganz auf die Ausstrahlung eines regulären Programms.[14] Mit dem Auslaufen der Lizenz musste RCTV auch die technische Ausrüstung an den neuen öffentlichen Sender Teves übergeben,[64][65][66] womit laut RCTV-Chef Granier ein sofortiges Ausweichen auf Kabel stark behindert wurde.[67] Nachdem RCTV nach rund sieben Wochen seinen Sendebetrieb via Kabel und Satelliten wieder aufnahm, sprach Reporter ohne Grenzen auch nicht mehr von „Schließung“, forderte aber weiterhin die Rücknahme des Lizenzentzugs für die terrestrischen Frequenzen.[68]
- Im August 2024 kritisierte der Journalist Michael Nikbakhsh in seinem Podcast „Die Dunkelkammer“ die Amtsführung des Präsidenten der österreichischen Sektion, Fritz Hausjell, da dieser unter anderem als Berater von SPÖ-Chef Andreas Babler tätig war.[69]
- Im Jahr 2025 wurde Reporter ohne Grenzen in Russland zur „unerwünschten Organisation“ erklärt.[70]

## Auszeichnungen

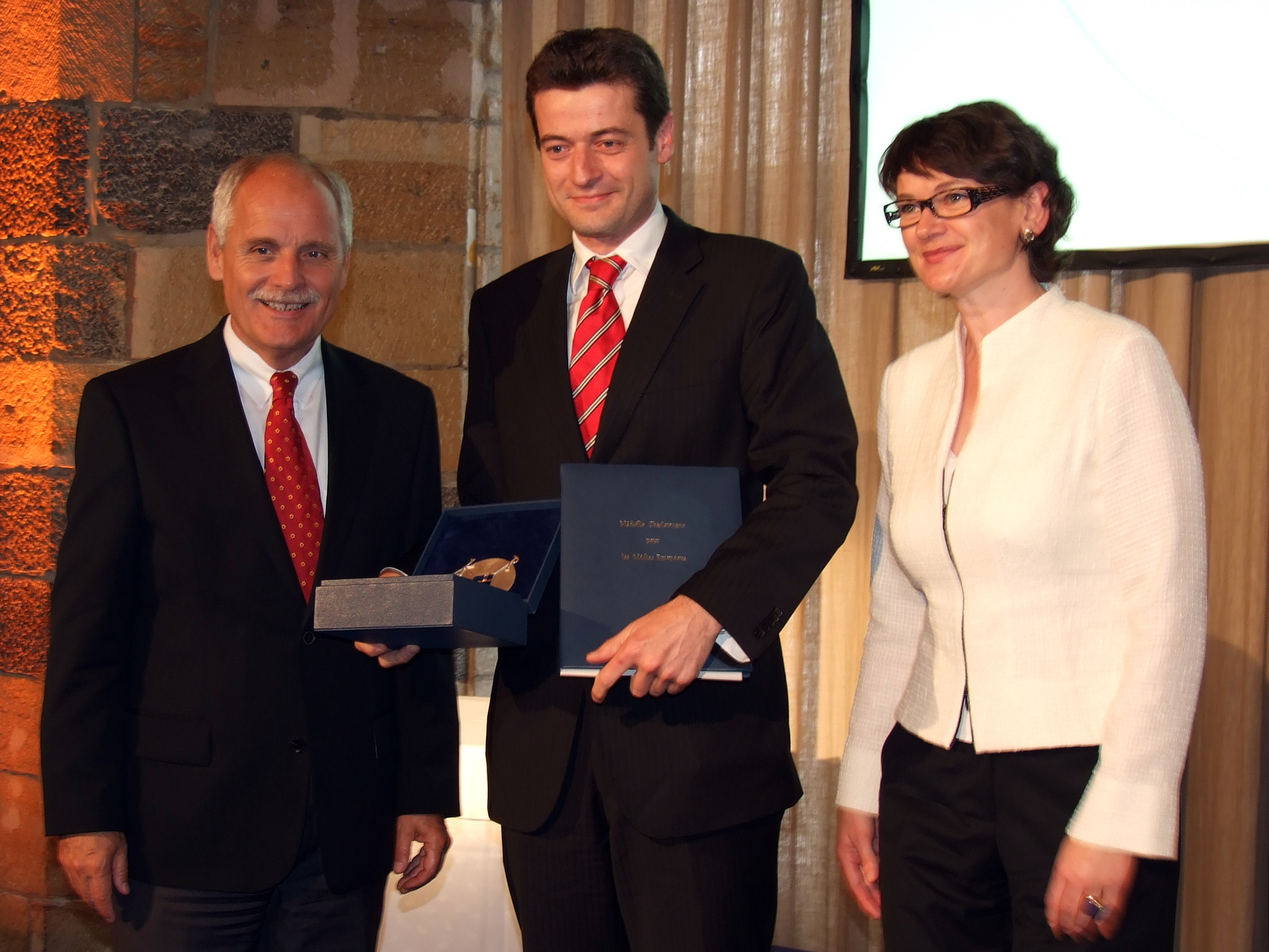
Jürgen Linden (links) und Annette Gerlach überreichen die Karlsmedaille stellv. an Jean-François Julliard

- 1997: Preis für Journalismus und Demokratie der Organisation für Sicherheit und Zusammenarbeit in Europa
- 2002: Dr.-Erich-Salomon-Preis der Deutschen Gesellschaft für Photographie
- 2005: Sacharow-Menschenrechtspreis des Europäischen Parlaments
- 2007: Siebenpfeiffer-Preis
- 2009: Karlsmedaille für europäische Medien
- 2009: Roland Berger Preis für Menschenwürde[71]
- 2012: Internationaler Journalismuspreis des Internationalen Presseclubs Madrid (CIP)[72]
- 2013: Preis für Meinungsfreiheit der Internationalen Verbands der Presseclubs (IAPC)[73]
- 2014: Internationaler Demokratiepreis Bonn
- 2018: Marion Dönhoff Förderpreis
- 2019: Dan-David-Preis
- 2019: Leipziger Gutenberg-Preis[74]
- 2022: Stuttgarter Friedenspreis